# El Sajío
El Sajío är en ort i Mexiko.   Den ligger i kommunen Suchiate och delstaten Chiapas, i den sydöstra delen av landet, 900 km sydost om huvudstaden Mexico City. El Sajío ligger 10 meter över havet och antalet invånare är 172.
Terrängen runt El Sajío är mycket platt. Havet är nära El Sajío åt sydväst. Runt El Sajío är det ganska tätbefolkat, med 129 invånare per kvadratkilometer. Närmaste större samhälle är Brisas Barra de Suchiate, 13,5 km sydost om El Sajío. 